# Textrix nigromarginata
Textrix nigromarginata là một loài nhện trong họ Agelenidae.
Loài này thuộc chi Textrix. Textrix nigromarginata được Embrik Strand miêu tả năm 1906.